# Nicolò Barbaro
Niccolò Barbaro fue un médico veneciano y autor sobre un relato de un testigo presencial de la caída de Constantinopla en 1453.
El historiador Steven Runciman lo llamó «el más útil de las fuentes occidentales» sobre la caída de la ciudad en 1453, principalmente debido a la convincente narrativa que sigue a diario los acontecimientos del asedio. Sin embargo, como veneciano, Barbaro tenía fuertes creencias anti-genovesas, especialmente contra los genoveses de Pera (actual Gálata), a quienes sugiere que estaban en contubernio con los otomanos durante el asedio. También sugiere que Giovanni Giustiniani, el comandante genovés estacionado en el Muro Medio (en griego: Μεσοτείχιον), la parte más débil de los Muros Teodosianos, a quien Barbaro llama «Zuan Zustignan», abandonó su puesto, y que esto provocó la caída de la ciudad:

«Zuan Zustignan, ese genovés, decidió abandonar su puesto y huyó a su barco, que yacía en la botavara. El emperador [ Constantino XI Paleólogo ] había nombrado a este Zuan Zustignan capitán de sus fuerzas, y mientras huía, atravesó la ciudad gritando «¡Los turcos han entrado en la ciudad!» Pero mintió entre dientes, porque los turcos aún no estaban adentro».

Sin embargo, Leonardo de Quíos, otro testigo, dice que Giustiniani resultó herido por una flecha e intentó buscar a un médico en secreto. Los historiadores griegos Ducas y Laónico Calcocondilas también dicen que Giustiniani también resultó herido; solo Barbaro afirma que el comandante genovés huyó de esa manera.
Por muy serias que sean estas críticas, el relato de Barbaro ha presentado una narrativa cronológica sólida que presenta los eventos del sitio de Constantinopla día a día.